# She Will Be Loved
"She Will Be Loved"(〈쉬 윌 비 러브드〉)는 미국의 팝 록 밴드 마룬 5의 첫 번째 정규 음반 Songs About Jane의 세 번째 싱글이다.
2004년 발매된 후, 이전 싱글들("Harder To Breathe", "This Love")에 이어 전 세계적으로 성공을 거둔다. 미국 빌보드 메인스트림 톱 40 차트 1위, 어덜트 톱 40 차트 1위, 빌보드 핫 100 5위를 기록했으며, 영국에서는 4위, 오스트레일리아에서는 5주동안 1위를 하였다. 발매 후 2012년 12월까지 2,722,000번 이상 다운로드 되었다. 또한 2014년 6월 기준으로 미국 내에서만 3,197,000장의 판매고를 달성하였다.
켈리 프레스톤과 코린 캐리가 뮤직 비디오에 출연한다.

## 뮤직 비디오
이 뮤직 비디오는 프로모션용 CD들과 Songs About Jane 10주년 기념반에만 수록되어있는 라디오 에디트 버전을 사용한다.
오일 팩토리(Oil Factory)에 의해 제작되었으며, 감독은 소피 뮐러(Sophie Muller)가 맡았다.
애덤 리바인이 코린 캐리(Corrine Carrey)와 극 중 연인으로 나온다.

## 수록곡
독일 CD 싱글
1. "She Will Be Loved" (음반 버전)
2. "This Love" (카니예 웨스트 리믹스)
3. "Closer" (라이브 어쿠스틱 버전 (나인 인치 네일스 커버))

유럽 CD 싱글
1. "She Will Be Loved" (음반 버전)
2. "She Will Be Loved" (라이브 어쿠스틱 버전) 4:36

## 수상
2005년 제47회 그래미상 "최우수 팝 보컬 퍼포먼스 듀오/그룹" 부문에 후보로 올랐다.

## 차트 성적
| 차트 (2004년)                        | 최고 순위 |
| ------------------------------------ | --------- |
| 오스트레일리아 (ARIA)                | 1         |
| 오스트리아 (Ö3 오스트리아 탑 40)     | 27        |
| 벨기에 (울트라탑 50 플랑드르)        | 27        |
| 벨기에 (울트라팁 왈로니아)           | 1         |
| 캐나다 (캐나디안 핫 100)             | 10        |
| 프랑스 (SNEP)                        | 23        |
| 독일 (미디어 컨트롤 AG)              | 25        |
| 헝가리 (라디오 탑 40)                | 9         |
| 아일랜드 (IRMA)                      | 3         |
| 이탈리아 (FIMI)                      | 3         |
| 네덜란드 (네덜란드 톱 40)            | 6         |
| 뉴질랜드 (레코드 뮤직 NZ)            | 18        |
| 스위스 (슈바이처 히트파라데)         | 18        |
| 영국 싱글 (오피셜 차트 컴퍼니)       | 4         |
| 미국 빌보드 핫 100                   | 5         |
| 미국 팝 송 (빌보드)                  | 1         |
| 미국 어덜트 탑 40 (빌보드)           | 1         |
| 미국 어덜트 컨템포러리 (빌보드)      | 4         |
| 베네수엘라 팝/록 (레코드 리포트)     | 1         |
| 차트 (2012년)                        | 최고 순위 |
| 대한민국 인터내셔널 싱글 (가온 차트) | 51        |

### 연말 차트
| 차트 (2004년)            | 최고 순위 |
| ------------------------ | --------- |
| 오스트레일리아 싱글 차트 | 13        |

## 인증
| 국가                                                  | 인증        | 판매량/출하량 |
| ----------------------------------------------------- | ----------- | ------------- |
| 오스트레일리아 (ARIA)                                 | 플래티넘    | 70,000^       |
| 캐나다 (뮤직 캐나다)                                  | 플래티넘    | 20,000*       |
| 영국 (BPI)                                            | 실버        | 200,000^      |
| 미국 (RIAA)                                           | 3x 플래티넘 | 0^            |
| *판매량을 기반으로 한 인증 ^출하량을 기반으로 한 인증 |             |               |

## 다른 커버 버전
- Rhythms del Mundo이라는 음반에 리믹스 버전이 수록되었다.
- 밴드 러너 러너의 커버 버전이 그들의 2009년 발매 음반 Under The Covers에 수록되었다.
- 2011년에는 오디션 프로그램 더 엑스 팩터 오스트레일리아 판의 우승자인 리스 마스틴의 커버 버전이 그의 음반 Reece Mastin에 수록되었다.